# Jesse Oldendorf
Jesse Bartlett Oldendorf, detto Oley (Riverside, 16 febbraio 1887 – Portsmouth, 27 aprile 1974), è stato un ammiraglio statunitense.
Abile stratega, riuscì ad infliggere una pesante sconfitta alla flotta giapponese nella battaglia dello Stretto di Surigao.

## Biografia

### I primi anni
Nacque a Riverside, in California, il 16 febbraio 1887. Si diplomò all'Accademia navale di Annapolis nel 1909, 141° in una classe di 174, entrando in servizio nel 1911. Servì a bordo dell'incrociatore corazzato California, del cacciatorpediniere Preble, dell'incrociatore Denver, del cacciatorpediniere Whipple e nuovamente a bordo del California, nel frattempo ribattezzato San Diego. Oldendorf servì anche sulla nave idro - oceanografica, Hannibal.

### Prima guerra mondiale
Durante la prima guerra mondiale trascorse alcuni mesi nel servizio di reclutamento di Filadelfia. Dal giugno all'agosto 1917 si trovò a bordo della USAT Saratoga, affondato a New York a seguito di una collisione. Divenne ufficiale d'artiglieria a bordo del trasporto truppe President Lincoln, affondato da tre siluri lanciati da un sommergibile tedesco U-90 al largo delle coste irlandesi il 31 maggio 1918. Dall'agosto 1918 al marzo 1919 servì sulla Seattle. A luglio fu assegnato per un breve periodo alla Patricia.

### Tra le due guerre
Nel periodo interbellico operò in una stazione di reclutamento di Pittsburgh, ispettore tecnico a Baltimora e servì come ufficiale responsabile di un ufficio idrografico. Nel 1920 fu assegnato al pattugliatore Niagara. Dal 1921 al 1922 fu in servizio sulla Birmighan, di stanza nei Caraibi. In seguito fu nominato flag secretary, ossia assistente personale del capo del personale. Il suo compito consisteva nell'aiutare il capo del personale nella gestione della corrispondenza e nell'esecuzione degli ordini e delle direttive. Oldendorf fu flag secretary anche per alcuni comandanti del Special Service Squadron, il retroammiraglio Casey B. Morgan, il capitano Austin Kautz ed il retroammiraglio William C. Cole. Nel 1925fu promosso comandante,  e assegnato al cacciatorpediniere Decatur. Dal 1927 al 1928 fu aiutante dei comandanti del Philadelphia Naval Shipyard, il retroammiraglio Thomas Magruder e Julian Latimer. Tra il 1928 ed il 1929 frequentò il Naval War College, mentre tra il 1929 al 1930 l'Army War College . Dal 1930 al 1935, fu ufficiale di rotta sulla nave da battaglia New York . All'epoca era uno "standard" alternare servizi in mare con quelli di terra, così dal 1932 al 1935 insegnò anche all'Accademia Navale di Annapolis. Terminato l'incarico come insegnante, servì come ufficiale esecutivo sulla West Virginia fino al 1937. Dal 1937 al 1939 diresse la sezione reclutamento del Bureau of Navigation.

### Seconda guerra mondiale
Dal 1939 al 1941 Oldendorf fu al comando dell'incrociatore pesante Houston. Nel settembre del 1941 entrò a far parte dello staff del Naval War College, dove insegnò navigazione fino al febbraio 1942. Nei primi mesi del 1942 un gruppo segreto di alti ufficiali della United States Navy, nominati dal presidente Franklin Delano Roosevelt, nominò Oldendorf tra i 40 ufficiali più competenti della Marina. Il 31 marzo 1942 fu promosso retroammiraglio ed assegnato al settore di Aruba-Curaçao della frontiera marina dei Caraibi, dove in quel momento era in corso la battaglia dei Caraibi. Nell'agosto del 1942 fu trasferito al settore di Trinidad, dove il suo compito primario era la lotta antisommergibile. Dal maggio al dicembre 1943 divenne comandante della Task Force 24,  assegnata a tutte le missioni di scorta nell'oceano Atlantico occidentale. Durante questo periodo le sue navi ammiraglie furono la Prairie e la Kiowa.
Nel gennaio 1944 venne nuovamente assegnato al teatro del Pacifico, dove comandò la Cruiser Division 4 dalla sua nave ammiraglia, la Louisville. La Cruiser Division 4, composta da incrociatori e navi da battaglia, operò in supporto alle portaerei fornendo supporto di fuoco durante gli sbarchi alle isole Marshall, nelle isole Marianne e Palau e Leyte. Il 12 settembre 1944, dal ponte di comando dell'ammiraglia Pennsylvania, comandò il Fire Support Group, una divisione incaricata di fornire supporto di fuoco agli sbarchi a Peleliu e nelle isole Palau. Il gruppo era composto da cinque navi da battaglia, la Pennsylvania, la Idaho, la Maryland, la Mississippi e la Tennessee, otto incrociatori, dodici cacciatorpediniere, sette dragamine, quindici mezzi da sbarco convertiti per il lancio di razzi e sei sottomarini. A questo punto della sua carriera, Oldendorf era un comandante esperto avendo già gestito operazioni analoghe in tre precedenti sbarchi anfibi. Secondo i piani, il bombardamento avrebbe dovuto protrarsi per 3 giorni. Alla fine del primo giorno, le foto aeree scattate dai ricognitori mostrarono che quasi tutti i 300 degli obiettivi assegnati erano stati distrutti o gravemente danneggiati dai bombardamenti, durati per tutta la giornata, e che praticamente ogni struttura o fortificazione terrestre era stata spazzata via. I pochi aerei giapponesi utilizzabili ancora presenti nell'aeroporto erano stati ridotti a rottami. Alla sera del secondo giorno, ogni obiettivo pianificato era stato colpito ripetutamente. Tuttavia, Oldendorf era preoccupato perché non era stato rilevato nessun fuoco di risposta dalle concentrazioni di artiglieria pesante nemica, individuate dalle foto scattate da precedenti ricognizioni aeree, ma di cui non c'era traccia nelle ultime foto scattate. Fu ipotizzato che i giapponesi avessero trasferito tali armi sottoterra in modo da poterle salvare dai bombardamenti. Nonostante queste preoccupazioni, Oldendorf decise di annullare i bombardamenti previsti per il giorno successivo.

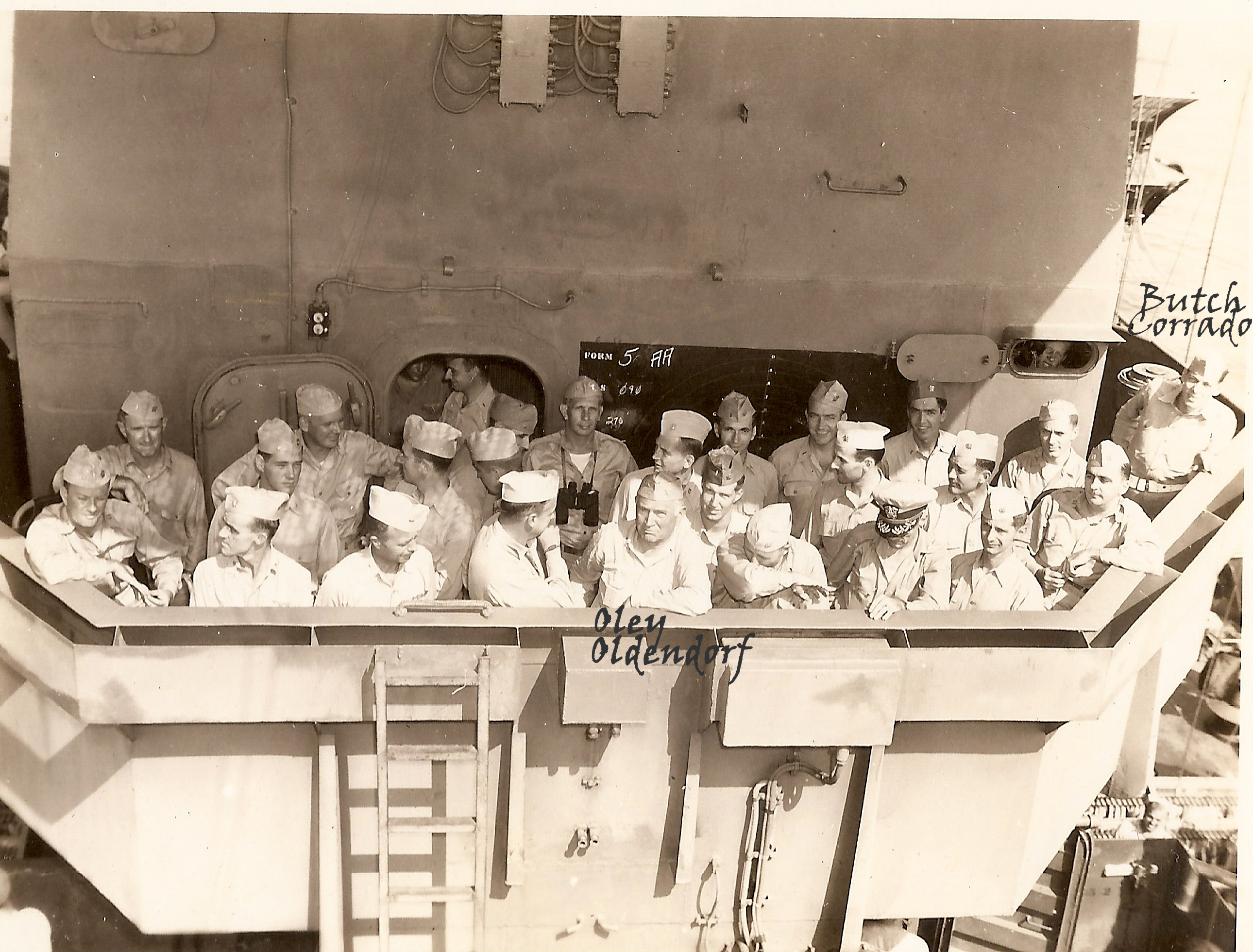
Jesse Oldendorf, assieme ad altri ufficiali, a bordo della Tennessee nell'agosto 1945

Tale decisione si rivelò tragica per il 1st Marine Regiment che condusse il primo assalto alla spiaggia di Peleliu. In tale luogo era infatti rimasto intatto un vasto banco di corallo bianco affiorante, designato The Point (Il Punto), che su specifica richiesta ad Oldendorf del tenente colonnello Lewis Puller, comandante dei Marines, avrebbe dovuto essere soggetto a bombardamento mirato. The Point era situato all'estremità nord della spiaggia, la White Beach 1, sulla quale i Marines sarebbero sbarcati, considerato dal tenente colonnello Puller un punto di difesa dal potenziale troppo elevato perché i giapponesi lo trascurassero. Infatti l'assalto si rivelò un bagno di sangue. Oltre 500 Marines rimasero uccisi nell'assalto, circa un sesto dell'intero reggimento, e la riuscita dello sbarco e della successiva creazione di una testa di ponte furono in pericolo. Solo grazie all'eroismo dei Marines si riuscì a conquistare The Point. Dopo la guerra, quando gli fu chiesto degli avvenimenti di Pelilieu, Oldendorf commentò: "Se i leader militari, compresi quelli della Marina, fossero stati dotati della stessa capacità di previsione che hanno vantato col senno di poi, l'assalto di Peleliu non sarebbe mai stato tentato."
Il 24 ottobre 1944 era al comando del Task Group al 77.2 , divisione che nella battaglia dello Stretto di Surigao sconfisse la Southern Force del viceammiraglio Shōji Nishimura. Oldendorf dispiegò la sua forza di corazzate ed incrociatori attraverso lo Stretto di Surigao nella classica linea di battaglia, riuscendo ad effettuare la manovra chiamata Taglio del T. Durante la battaglia furono affondate le navi da battaglia Fusō e Yamashiro, quest'ultima nave ammiraglia di Nishimura, che perse la vita nell'affondamento. L'azione di Oldendorf impedì ai giapponesi di portare la loro flotta da guerra nello Stretto di Surigao ed attaccare le teste di ponte su Leyte. In seguito, Oldendorf ebbe modo di spiegare la sua tattica al New York Times: "La mia teoria è la stessa del vecchio giocatore d'azzardo: Non dare mai ad un babbeo una possibilità". Per le sue azioni durante la battaglia gli fu conferita la Navy Cross. Il 15 dicembre 1944 fu promosso a viceammiraglio e nominato comandante del Battleship Squadron 1 con la quale fornì supporto agli sbarchi su Lingayen. L'11 marzo 1945 a Ulithi si ferì gravemente, riportando la rottura di una vertebra cervicale, nel momento in cui la sua chiatta colpì una boa nautica. Il 12 agosto 1945 era a bordo del Pennsylvania, all'ancora nelle acque di Okinawa, quando questa fu colpita da un siluro lanciato da un aerosilurante giapponese. Numerosi marinai rimasero feriti, compreso lo stesso Oldendorf che riportò la rottura di diverse costole. A guerra finita comandò l'occupazione di Wakayama dove, il 22 settembre 1945 dettò le condizioni di resa al viceammiraglio Hoka ed al retroammiraglio Yofai.

### Periodo post bellico
Dal novembre 1945 fu a capo dell'11th Naval District. Nel 1946 assunse il ruolo di comandante della Base navale di San Diego. Dal 1947 fino al suo pensionamento, nel 1948, comandò la frontiera marina occidentale e la United States Navy reserve fleets a San Francisco. Si ritirò nel settembre 1948, quando fu promosso ammiraglio. Oldendorf morì il 27 aprile 1974 a Portsmouth, in Virginia. È sepolto nel cimitero nazionale di Arlington nella Contea di Arlington, in Virginia.

## Navi che portano il suo nome
- USS Oldendorf (DD-972)